# 硫胺缺乏症
硫胺缺乏症是指因人體內硫胺素（维生素B1）含量较低而引起的疾病。 脚气病就是一種硫胺缺乏症。 饮食以白米为主、酗酒、接受透析、慢性腹瀉和服用大量利尿劑容易引發硫胺缺乏症。 多服用硫胺素後可以緩解症狀。  症状通常会在几周内消失。 
硫胺素缺乏症在美国很少见。 它在撒哈拉以南非洲以及难民营中仍然相对常见。 在亚洲，硫胺素缺乏症已有数千年的历史， 1800年代末随着大米加工技術的成熟，該疾病变得更加普遍。 